# Plug Plug (banda)
Plug Plug, es una banda ecléctica, que se basa en géneros como el post-punk, post-hardcore y la música peruana. Se formó en Lima, Perú.

## Historia
Plug Plug se formó como banda en el año 2007 por Garzo - Fernando García Escaró (guitarra y voz), exintegrante de la banda Metamorphosis, Sandro Labenita Posadas (batería) exintegrante de la banda Histeria Kolectiva y actualmente de Tourista, y Camilo Riveros Vásquez (bajo) integrante de la banda skacore Puramerk. El progreso de la banda fue acelerado durante su primera época, durante la cual lanzó en 2008 su primer disco, titulado Triniton, seguido en 2009 por el disco Equinomoda para las aves que dejaron el nido. En 2010 la banda participa en el compilatorio Botiquín, editado por La Casa del Auxilio. Durante esa época la banda tuvo vastas presentaciones en vivo en los circuitos de Lima y provincias, destacándose su presentación en la ciudad de Trujillo.
A partir del año 2012 Plug Plug participa en el compilatorio Viaje peruano editado por Mamacha Producciones y Starbucks, y luego empieza a disminuir sus presentaciones en vivo debido a que el vocalista, Garzo, emigró a los Estados Unidos, justo después del lanzamiento del tercer disco de la banda, titulado Moo Mua Moo Cow Crazy Love, el cual fue puesto para libre descarga de forma gratuita en Internet; el disco tuvo una muy buena recepción local e internacional, lo cual generó mayor incertidumebre entre sus seguidores sobre el futuro de la banda, a lo cual se sumaron las escasas noticias de esta y contadas presentaciones en vivo en los siguientes años.
En enero de 2014 la banda empieza una nueva etapa, y sorprende a la prensa peruana, anunciando un concierto por el lanzamiento en físico de su tercer disco, además de un cuarto disco un EP de título homónimo que fue lanzado vía internet para descarga gratuita el 29 de junio de 2014. La recepción del público fue tal que en los primeros 3 minutos de descargas colapsaron su servidor, el cual se fue recuperando luego de las 11 p. m..
A inicios de 2018 la banda anunció el cambio del baterista de la formación original, Sandro Labenita (actualmente baterista de la banda de pop Tourista) por Antonio Olivera baterista de la banda La Forma (Cuyo vocalista es también vocalista de la banda Tourista) y la banda Puramer-K.
Con esta nueva formación lanzaron el disco Humanicomio Terráqueo durante pandemia, la cual tuvo réplicas en medios en Perú, Chile  y México. Este fue considerado "una reafirmación de principios y un ejercicio estilístico"  Luego de lo cual Antonio Olivera regresa a radicar a Norteamérica.
Actualmente, la banda ha afirmado su posición de referente en la escena rockera peruana independiente, lugar que le da la prensa especializada y su público  llegando incluso a ser considerada por algunas personas como "la última banda que marcó un antes y un después en el rock peruano" 
El 2024 se incorporó Leoncio Huamán Peredo como baterista de la banda, y se inició el lanzamiento de los singles de la sexta producción de la agrupación. 
Para el 2025 Plug Plug se encuentra en el cartel del festival Vivo X el Rock. 

## Estilo Musical
Plug Plug ha sido comparado con Modest Mouse, Fugazi y a los proyectos anteriores de los miembros de la banda.

## Discografía
- Trinitron (2008)
- Equinomoda para las aves que dejaron el nido (2009)
- Botiquín (2010, compilatorio editado por La Casa del Auxilio)
- Moo mua moo cow crazy love (2010)
- Viaje peruano (2012, compilatorio)
- Plug Plug (2014, EP)
- Humanicomio Terráqueo (2020)